# Philereme neglectata
Philereme neglectata är en fjärilsart som beskrevs av Otto Staudinger 1892. Philereme neglectata ingår i släktet Philereme och familjen mätare. Inga underarter finns listade i Catalogue of Life.